# Université ouverte Allama Iqbal
L'université ouverte Allama Iqbal (en ourdou : علامہ اقبال اوپن_یونیورسٹی) est une université ouverte à distance située à Islamabad au Pakistan. Elle est créée en 1974. Elle accueille environ 1 300 000 étudiants.